# Cheiracanthium tenue
Cheiracanthium tenue är en spindelart som beskrevs av Ludwig Carl Christian Koch 1873. Cheiracanthium tenue ingår i släktet Cheiracanthium och familjen sporrspindlar.
Artens utbredningsområde är Queensland. Inga underarter finns listade i Catalogue of Life.